# Мерфі (Техас)
Мерфі (англ. Murphy) — місто (англ. city) в США, в окрузі Коллін штату Техас. Населення — 21 013 особи (2020).

## Географія
Мерфі розташоване за координатами 33°1′0″ пн. ш. 96°36′31″ зх. д. / 33.01667° пн. ш. 96.60861° зх. д. (33.016784, -96.608515).  За даними Бюро перепису населення США в 2010 році місто мало площу 14,63 км², з яких 14,62 км² — суходіл та 0,01 км² — водойми.

## Демографія
Згідно з переписом 2010 року, у місті мешкало 17 708 осіб у 5071 домогосподарстві у складі 4645 родин. Густота населення становила 1210 осіб/км².  Було 5196 помешкань (355/км²).
Расовий склад населення:
| - 60,4 % — білих - 23,4 % — азіатів - 10,9 % — чорних або афроамериканців - 0,5 % — корінних американців - 0,1 % — вихідців з тихоокеанських островів - 1,6 % — осіб інших рас |

До двох чи більше рас належало 3,1 %. Частка іспаномовних становила 7,8 % від усіх жителів.
За віковим діапазоном населення розподілялося таким чином: 36,0 % — особи молодші 18 років, 58,6 % — особи у віці 18—64 років, 5,4 % — особи у віці 65 років та старші. Медіана віку мешканця становила 34,9 року. На 100 осіб жіночої статі у місті припадало 99,0 чоловіків;  на 100 жінок у віці від 18 років та старших — 96,9 чоловіків також старших 18 років.
Середній дохід на одне домашнє господарство  становив 134 667 доларів США (медіана — 115 387), а середній дохід на одну сім'ю — 138 561 долар (медіана — 118 125). Медіана доходів становила 81 625 доларів для чоловіків та 60 772 долари для жінок. За межею бідності перебувало 3,3 % осіб, у тому числі 2,2 % дітей у віці до 18 років та 7,9 % осіб у віці 65 років та старших.
Цивільне працевлаштоване населення становило 9639 осіб. Основні галузі зайнятості: освіта, охорона здоров'я та соціальна допомога — 19,6 %, науковці, спеціалісти, менеджери — 17,1 %, роздрібна торгівля — 13,9 %, виробництво — 10,9 %.